# Hougham Without
Hougham Without är en civil parish i grevskapet Kent i sydöstra England. Den ligger i distriktet Dover och utgörs av byarna Church Hougham och West Hougham, belägna mellan Dover och Folkestone. Civil parishen hade 498 invånare vid folkräkningen år 2021.